# Tenoria divaricata
Tenoria divaricata är en flockblommig växtart som beskrevs av Pietro Bubani. Tenoria divaricata ingår i släktet Tenoria och familjen flockblommiga växter. Inga underarter finns listade i Catalogue of Life.